# 前511年
| 千纪： | 前1千纪 |
| 世纪： | 前7世纪 \| 前6世纪 \| 前5世纪 |
| 年代： | 前540年代 \| 前530年代 \| 前520年代 \| 前510年代 \| 前500年代 \| 前490年代 \| 前480年代 |
| 年份： | 前516年 \| 前515年 \| 前514年 \| 前513年 \| 前512年 \| 前511年 \| 前510年 \| 前509年 \| 前508年 \| 前507年 \| 前506年                                                                        |
| 纪年： | 周敬王九年 魯昭公三十一年 齐景公三十七年 晋定公元年 秦哀公二十六年 宋景公六年 楚昭王五年 卫灵公二十四年 陈惠公二十三年 蔡昭侯八年 曹声公四年 郑献公三年 燕平公十三年 吳王阖闾四年 杞悼公七年 |

## 大事記
- 羅馬人驅逐盧修斯·塔克文·蘇佩布，結束羅馬王政時代，建立羅馬共和國。
- 薛獻公穀卒，子薛襄公定嗣位。
- 吴国用大夫伍子胥謀，使楚軍疲於奔命。攻楚國夷邑、潛邑、六邑，圍弦邑。楚軍往援，吳軍即退。

## 逝世
- 薛獻公